# Medische handschoen

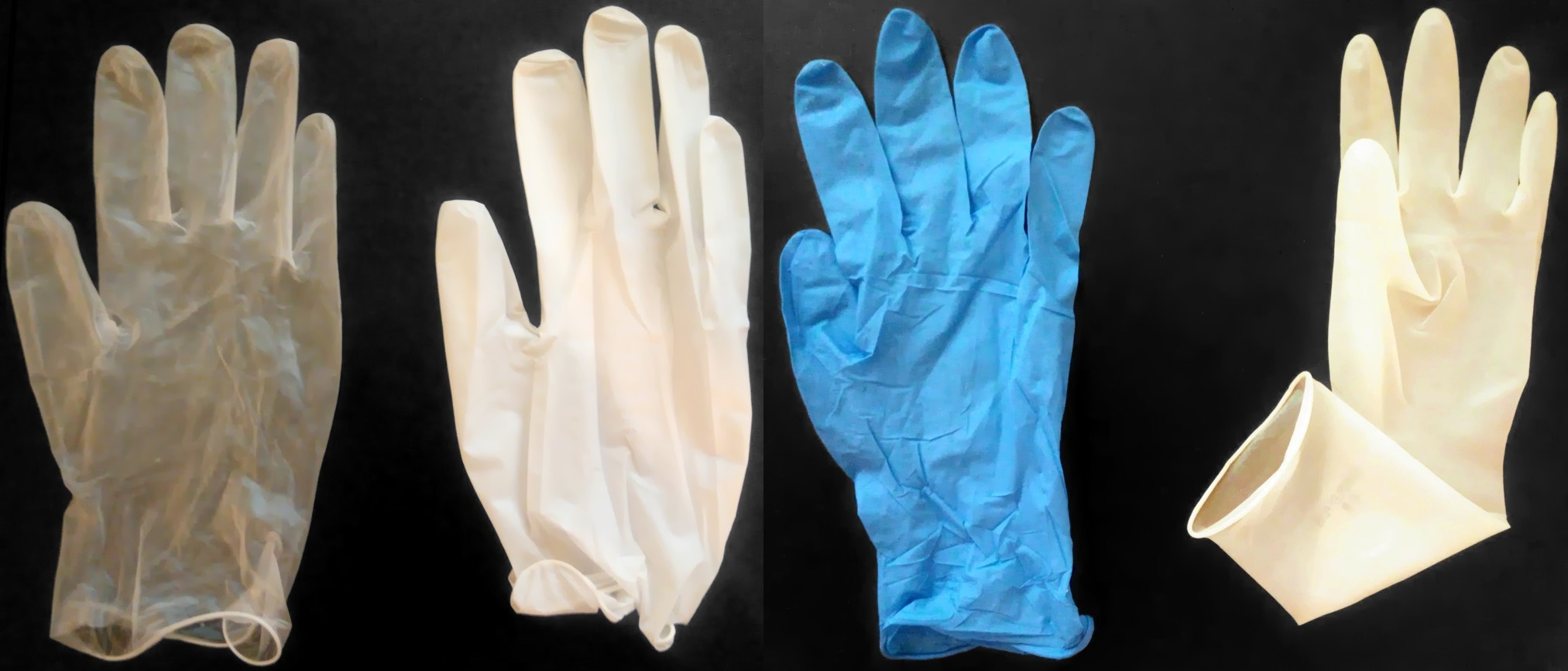
Medische handschoenen van verschillende materialen: v.l.n.r. vinyl, elastisch vinyl, nitrilrubber en latex

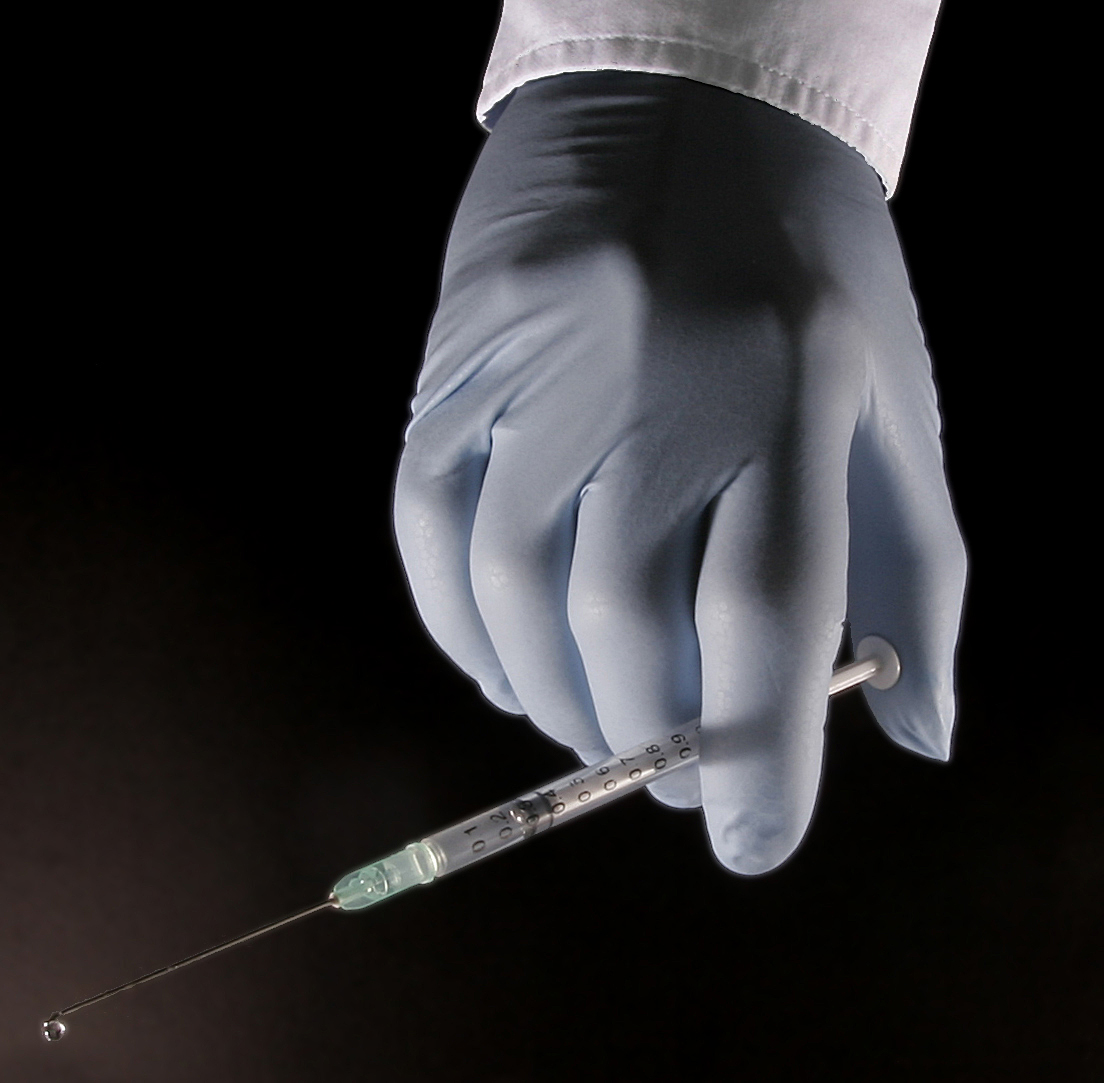
Medische handschoen uit nitrilrubber. Dergelijke handschoenen hebben als voordeel dat ze geen latexallergie kunnen veroorzaken.

Een medische handschoen (ook chirurgische handschoen) is een handschoen voor eenmalig gebruik die als persoonlijk beschermingsmiddel gebruikt wordt in de gezondheidszorg om zowel de zorgverlener als de patiënt te beschermen tegen infecties.

## Materiaal
Medische handschoenen kunnen gemaakt worden van latex, nitrilbutadieenrubber, of vinyl. Rubberen handschoenen beschermen door hun stevigheid en elasticiteit goed tegen overdracht van bacteriën een virussen. vinyl is minder elastisch en dunner en daardoor kwetsbaarder maar wordt vanwege de lagere kosten het meeste gebruikt. Medische handschoenen bestaan in steriele en onsteriele versie. Handschoenen zijn gewoonlijk aan de binnenkant gepoederd met maiszetmeel om het aandoen te vergemakkelijken.

## Gebruik
Medische handschoenen vormen een onderdeel van in de zorg noodzakelijke handhygiëne. Vooraf dienen de handen gewassen en gedroogd te zijn. Bij gebruik van handschoenen is het van belang dat de handschoenen niet in contact komen met het gezicht, kleding, omgevingsmaterialen zoals deurknoppen of andere persoonlijke beschermingsmiddelen.

## Normen
Voor medische handschoenen bestaan verschillende certificeringsnormen:
- EN 420: Algemene vereisten voor handschoenen
- EN 388: Bescherming tegen mechanische risico's (schuren, snijden, scheuren en puncties)
- EN 374: Bescherming tegen chemicaliën en micro-organismen